# 哥倫比亞鎮區 (北卡羅萊納州蘭道夫縣)
哥倫比亞鎮區（英語：Columbia Township）是位於美國北卡羅萊納州蘭道夫縣的一個鎮區。

## 地方資料
哥倫比亞鎮區的面積為145.15平方千米，當中陸地面積為144.40平方千米，而水域面積為0.76平方千米。根據2020年美國人口普查的數據，當地共有人口7235人，而人口密度為每平方千米49.84人。